# ماك جونز
مايكل ماكوركل" ماك " جونز (من مواليد 5 سبتمبر 1998) هو لاعب كرة القدم الأمريكية ظهير ربعي يلعب لدي نادي نيو إنجلاند باتريوتس من الرابطة الوطنية لكرة القدم (اتحاد كرة القدم الأميركي). لعب كرة القدم الامريكية الجامعية في جامعة ألاباما، حيث وضع الرابطة الوطنية لرياضة الجامعات سجلات الموسم لتصنيف المارة ونسبة الإنجاز ك شاب في طريقه للفوز 2021 بطولة كرة القدم الجامعية الوطنية. و قد تم اختياره من قبل الوطنيين في الجولة الأولى من 2021 مشروع اتحاد كرة القدم الأميركي, و قاد جونز الفريق إلى الجولة فاصلة خلال موسم المبتدئين وحصل على برو بول .

## النشأة والمدرسة الثانوية
ولد مايكل مكوركل جونز في 5 سبتمبر 1998 ، لوالد جوردون وهولي جونز في جاكسونفيل ، فلوريدا .  لعب والده التنس في جامعة ولاية فلوريدا وكلية فلاجلر .  ولعب ويل شقيق ماك كرة القدم في جامعة ميرسر .  شقيقته سارة جين لعبت التنس في كلية تشارلستون .  عمل كطفل نموذج وممثل يظهر في الإعلانات التجارية. 
لعب جونز كرة القدم في المدرسة الثانوية في مدرسة بولس في جاكسونفيل ، فلوريدا ، تحت قيادة المدرب كوركي روجرز .    خلال سنته الأولى في عام 2015 ، قاد جونز بولس إلى النهائي الإقليمي للولاية. بصفته أحد كبار السن في عام 2016 ، قاد جونز مدرسة بولس إلى لقب Florida 4A ، حيث رمى الكره علي بعد 1532 ياردة و 29 هبوطًا. 

## مهنة الكلية

### 2017
بعد الالتزام في الأصل بجامعة كنتاكي ، قبل جونز عرضًا للمنح الدراسية من جامعة ألاباما للعب في ألاباما كريمزون تايد فوتبول .   وصل كمنتسب مبكر ، لكنه حصل على إلتحاق بالطلبة الجدد في موسم 2017.  اتهم جونز بالقيادة تحت تأثير الكحول (DUI) وتم تعليقه في المباراة التالية ضد فريق LSU .     بعد رمي الكره ل 289 ياردة واثنين من الهبوط في لعبة الربيع في Crimson Tide ، حصل على لقب " رجل اليوم " 

### 2018
في موسم 2018 ، ظهر جونز في 14 مباراة من أصل 15 مباراة في Crimson Tide ، معظمها كحامل في فرق خاصة. أضاف اسمه إلى كتاب ألاباما القياسي بتمريرة هبوط من 94 ياردة إلى جايلن وادل ، ثاني أطول لاعب في تاريخ المدرسة ، في الفوز على 2018 فريق لويزيانا راجين كاجونس لكرة القدم .     

### 2019
لعب جونز دور الوسط في البداية بالقرب من نهاية موسم 2019 بعد أن عانى توا تاجوفيلوا من إصابة شديدة في الورك.   بدأ أربع مباريات مع Crimson Tide ، بفوزه على أركنساس وويسترن كارولينا قبل أن يسقط أمام أوبورن في آيرون باول . رمى جونز 335 ياردة ، وأربع هبوط ، واعتراضين في الهزيمة 48-45.  بعد Iron Bowl ، قاد جونز ألاباما للفوز 35-16 على ميشيغان في ال Citrus Bowl .  أنهى موسم 2019 بمسافة 1503 ياردات ، و 14 هبوطًا ، وثلاثة اعتراضات في 11 مباراة وأربع بدايات. 
خلال سنته الثانية ، حصل جونز على درجة البكالوريوس في دراسات الاتصال بمعدل 4.00 GPA.  بعد حفل الافتتاح ، أعلن أنه سيعود إلى ألاباما كطالب دراسات عليا. 

### 2020

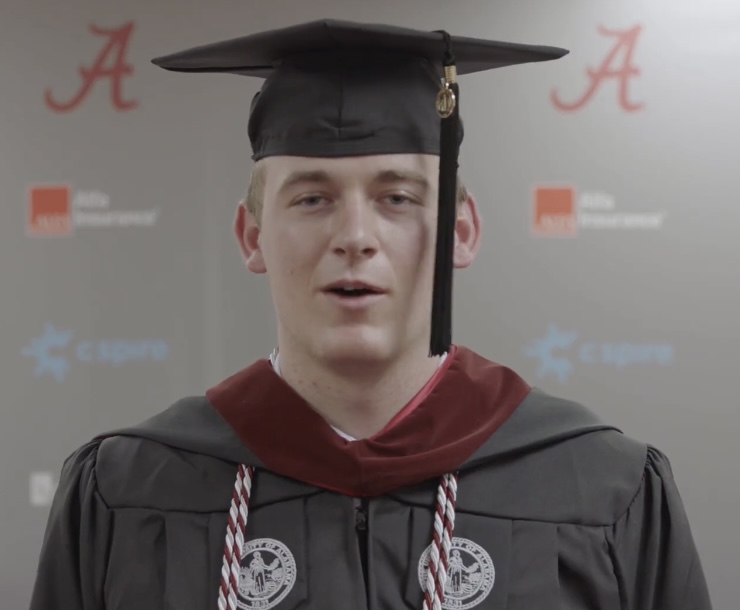
جونز في عام 2020

مع مغادرة Tagovailoa لمسودة NFL 2020 ، تولى جونز منصب قورتربك البداية لألاباما.  في مباراة ضد جورجيا بولدوجز المصنفة رقم 3 ، رمى لمسافة 417 ياردة وأربعة هبوط ، وساعد ألاباما على الفوز 41-24.  في 31 أكتوبر ، أغلق جونز وكريمسون تايد ولاية ميسيسيبي 41-0. رمى جونز مسافة 291 ياردة وأربع هبوط ، ذهب جميعها إلى ديفونتا سميث .  في ال Iron Bowl ضد Auburn ، رمى جونز مسافة 302 ياردة وخمس هبوط.  في الأسبوع التالي ، رمى جونز 385 ياردة وأربع هبوط ضد LSU .  مع الفوز ، حصد Crimson Tide رصيفًا في لعبة بطولة SEC 2020 ضد فلوريدا . هناك ، رمي جونز لمسافة 418 ياردة وخمس هبوط ، مع فوز ألاباما 52-46.  ذهب ألاباما 11-0 في جدول يضم المعارضين فقط في المؤتمر بسبب وباء COVID-19 . 

#### التصفيات
تم اختيار ألاباما لمواجهة نوتردام في مباراة نصف النهائي لعام 2021 روز باول ، حيث ألقى جونز أربع تمريرات هبوط في طريقه للفوز 31-14.  سيستمر ألاباما في الفوز في بطولة 2021 College Football National Championship ضد أوهايو ستيت باكيز 52-24 ، مع جونز 6 هبوط.  أنهى جونز الموسم برمي 4500 ياردة مع 41 هبوطًا وأربعة اعتراضات.  كان تصنيف تمريره 203.1 ونسبة إكمال 77.4 كلاهما سجلات موسم NCAA.  حصل على جائزة Davey O'Brien و Johnny Unitas Golden Arm و Manning Awards .   احتل جونز المركز الثالث في جائزة Heisman ، التي ذهبت إلى زميله في الفريق سميث.  بعد حصوله على درجة الماجستير في الضيافة الرياضية بمعدل 4.00 GPA ، حصل جونز أيضًا على مرتبة الشرف الأكاديمية All-American لهذا العام من مديري المعلومات الرياضية بالكلية في أمريكا في كل من القسم الأول لكرة القدم وجميع الألعاب الرياضية في القسم الأول للعام الدراسي 2020-21.   بعد الموسم ، أعلن جونز أنه سيتخلى عن سنته الأخيرة من الأهلية ويدخل في 2021 NFL Draft . 

### إحصائيات الكلية
| أسطورة | أسطورة                              |
| ------ | ----------------------------------- |
|        | سجل الرابطة الوطنية لرياضة الجامعات |
|        | قاد الرابطة الوطنية لرياضة الجامعات |
| جريئة  | مهنة عالية                          |

| الموسم | ألعاب         | ألعاب | يمر                                       | يمر | يمر                          | يمر   | يمر   | يمر | يمر    | يمر      | التسرع | التسرع | التسرع | التسرع |
| الموسم | الممارس العام | خ ع   | مؤتمر الأطراف العامل بوصفه اجتماع الأطراف | أت  | معاهدة التعاون بشأن البراءات | ياردة | متوسط | تد  | الباحث | آر تي جي | أت     | ياردة  | متوسط  | تد     |
| ------ | ------------- | ----- | ----------------------------------------- | --- | ---------------------------- | ----- | ----- | --- | ------ | -------- | ------ | ------ | ------ | ------ |
| 2018   | 6             | 0     | 5                                         | 13  | 38.5                         | 123   | 9.5   | 1   | 0      | 143.3    | 3      | −8     | −2.7   | 0      |
| 2019   | 11            | 4     | 97                                        | 141 | 68.8                         | 1,503 | 10.7  | 14  | 3      | 186.8    | 16     | 36     | 2.3    | 1      |
| 2020   | 13            | 13    | 311                                       | 402 | 77.4                         | 4,500 | 11.2  | 41  | 4      | 203.1    | 35     | 14     | 0.4    | 1      |
| مهنة   | 30            | 17    | 413                                       | 556 | 74.3                         | 6,126 | 11.0  | 56  | 7      | 197.6    | 54     | 42     | 0.8    | 2      |

## الحياة المهنية
| 6 2 5/8                           | 217 | 32 5/8 | 9 3/4 | 4.82 s | 1.70 s | 2.76 s | 4.39 s | 7.04 s | 32 | 9 8 |
| All values from Alabama's Pro Day |     |        |       |        |        |        |        |        |    |     |

واحدة من أفضل آفاق الوسط في 2021 مشروع اتحاد كرة القدم الأميركي، كان من المتوقع أن يتم أخذ جونز في الجولة الأولى. على الرغم من أن العديد من المحللين توقعوا أنه سيتم اختياره ثالثا بشكل عام من قبل سان فرانسيسكو 49، تم اختيار جونز في المرتبة 15 بشكل عام من قبل نيو إنجلاند باتريوتس بعد صياغة 49 ولاية داكوتا الشمالية قورتربك تري لانس. كان الأخير من بين خمسة لاعبي قورتربك والرابع من بين ستة لاعبين في ألاباما في الجولة الأولى. كان جونز أيضا أول لاعب قورتربك تمت صياغته في الجولة الأولى من قبل باتريوتس منذ ذلك الحين درو بلدسو في عام 1993. وقع عقده الصاعد لمدة أربع سنوات ، بقيمة 15.6 مليون دولار مضمون بالكامل ، في 6 يوليو 2021.

### 2021
بعد بداية الموسم ، تم تسمية جونز كاتب باتريوتس لعام 2021. فاز جونز على لاعب الوسط الحالي كام نيوتن, الذي أطلق سراحه خلال التخفيضات النهائية في القائمة. أصبح أول لاعب قورتربك مبتدئ في نيو إنجلاند يبدأ افتتاح الموسم منذ بلدسو في عام 1993.
في أول ظهور له في اتحاد كرة القدم الأميركي ، أكمل جونز 29 من 39 تمريرة لمسافة 281 ياردة وقام بأول تمريرة هبوط له إلى جهاز استقبال واسع نيلسون أغولور في خسارة 17-16 ضد ميامي دولفين. كما سجل الرقم القياسي لنسبة إنجاز اتحاد كرة القدم الأميركي للمبتدئين لأول مرة عند 74.4. جاء فوزه الأول في الأسبوع التالي على نيويورك جيتس وأصبح أول لاعب قورتربك مبتدئ يحول أكثر من 70 ٪ من 60 تمريرة في أول بدايتين له بالحصول على معدل إتمام 73.3. كافح جونز خلال أسبوع 3 خسارة ل نيو اورليانز القديسين، حيث كان لديه ثلاث اعتراضات ، بما في ذلك أول اعتراضات له إلى بر الأمان بي جي ويليامز. ال الأسبوع التالي، جعل جونز له ليلة الأحد لكرة القدم لاول مرة ضد الدفاع سوبر السلطانية الوقف بطل تامبا باي القراصنة وطنيات السابق الوسط توم برادي. على الرغم من أن باتريوتس خسر 19-17 ، إلا أن جونز حقق 19 إكمالا متتاليا ، وهو أكبر عدد بالنسبة لمبتدئ اتحاد كرة القدم الأميركي منذ عام 1991 وربط سجل الامتياز الذي سجله برادي في عام 2015. كان جونز أول عودة له في الربع الرابع وحملة حائزة على اللعبة خلال الأسبوع 5 ضد ال هيوستن تكساس عندما ساعد باتريوتس في التجمع من عجز 22-9 للفوز 25-22. بعد أسبوعين ، فاز جونز بأول مباراة له على أرضه خلال هزيمة 54-13 للطائرات ، ورمي لمسافة 307 ياردات وهبوطين قبل النسخ الاحتياطي بريان هوير أعفائه في الدقائق الأخيرة.
بدأ فوز الأسبوع 7 سلسلة انتصارات من سبع مباريات للباتريوتس ، حيث أكمل جونز 69.4 ٪ من تمريراته لمسافة 1397 ياردة وتسعة هبوط واعتراضين. أصبح جونز أيضا أول لاعب قورتربك مبتدئ في اتحاد كرة القدم الأميركي يحصل على نسبة إنجاز 80 في مباريات متتالية, الذي حصل عليه في الانتصارات على كليفلاند براونز و أتلانتا فالكونز. وسط خط, كان اسمه الصاعد الهجومية من الشهر لشهر نوفمبر. في الفوز السابع على التوالي ، حاول ثلاث تمريرات فقط ضد فواتير الجاموس بسبب ظروف الرياح العاتية ، وهو ثاني أقل عدد من قبل الفريق الفائز منذ الفواتير في عام 1974. انتهت سلسلة انتصارات نيو إنجلاند بخسائر متتالية ضد إنديانابوليس كولتس والفواتير, التي شهدت جونز سجل اعتراضين في كل لعبة. بعد أسبوع 17 هزيمة جاكسونفيل جاغوار، أصبح جونز أول لاعب وسط باتريوتس بخلاف برادي ينتزع رصيفا بعد الموسم منذ عام 1998. كما ألقى تمريرة الهبوط رقم 20, كسر جيم بلونكيتسجل الامتياز الصاعد من عام 1971.
أنهى جونز الموسم بـ 3801 ياردة عابرة ، و 22 هبوطا ، ونسبة إنجاز 67.6 ، وهي الأعلى بين لاعبي الوسط المبتدئين في عام 2021. بالإضافة إلى, كان لاعب الوسط الصاعد الوحيد الذي قاد فريقا إلى رقم قياسي فائز ومظهر فاصلة. أصبح جونز أول لاعب الوسط الصاعد باتريوتس لبدء مباراة فاصلة مع نظيره مظهر البطاقة البرية ضد الفواتير ، ورمي 232 ياردة ، واثنين من الهبوط ، واثنين من الاعتراضات في خسارة 47-17.
لأدائه في موسمه الأول ، تم اختيار جونز في فريق 2021 كتاب كرة القدم المحترفين لفريق أمريكا NFL All-Rookie وحصل على المركز الثاني في جائزة أفضل لاعب في الدوري الوطني لكرة القدم بالتصويت خلف جا مار تشيس .   تم اختياره أيضًا كبديل لـ 2022 Pro Bowl ، مما جعله رابع لاعب صاعد في باتريوتس وأول لاعب قورتربك للامتياز يحصل على تكريم برو بول . 

### 2022
مع رحيل المنسق الهجومي جوش مكدانيلز ، بدأ جونز موسم 2022 تحت جريمة جديدة دعاها مدرب الخط الهجومي ومنسق الدفاع السابق مات باتريشيا .  كافح جونز على مدار أول ثلاث مباريات ، حيث ألقى خمسة اعتراضات مجمعة على اثنين من الهبوط وفاز بواحدة فقط من بداياته.  خلال هزيمة الأسبوع الثالث أمام فريق بالتيمور رافينز ، حيث ألقى ثلاث اعتراضات ، تعرض جونز لإصابة في الكاحل في تمريرة أخيرة.  تم تشخيص الإصابة على أنها التواء في الكاحل أجبره على التغيب عن المباريات الثلاث التالية لنيو إنجلاند ، والتي ذهب خلالها الفريق 2-1 تحت قيادة المبتدئ بيلي زابي .  
عاد جونز لمباراة كرة القدم في الأسبوع السابع من ليلة الإثنين مع فريق شيكاغو بيرز ، ولكن بعد خوضه ثلاث مرات في أول دفعتين له ورمي اعتراضًا في ثالثه ، تم وضعه على مقاعد البدلاء لزابي في الهزيمة 33-14.  على الرغم من الجلوس ، بدأ جونز مباراة الأسبوع التالي ضد نيويورك جيتس ، وأكمل 24 من 35 تمريرة لـ 194 ياردة ، وهبوط ، واعتراض في الفوز 22-17.  كما حصل أيضًا على اعتراض عاد للهبوط من قبل الظهير الركني مايكل كارتر الثاني ، لكن ركلة جزاء قاسية على الطرف الدفاعي جون فرانكلين مايرز أبطلت المسرحية.  في فوزه في الأسبوع التاسع على إنديانابوليس كولتس ، أكمل 20 من 30 تمريرة لمسافة 147 ياردة وهبوطًا ، منهياً سلسلة اعتراض من سبع مباريات.  حقق جونز أقوى أداء له هذا الموسم في مباراة عيد الشكر ضد مينيسوتا الفايكنج ، حيث سجل 382 ياردة وهبطتين ، لكن باتريوتس خسر 33-26. 

## إحصائيات مشواره بال NFL

### الموسم العادي
| عام                  | فريق                 | ألعاب | ألعاب | ألعاب  | تمرير | تمرير | تمرير | تمرير | تمرير | تمرير | تمرير | تمرير | التسرع | التسرع | التسرع | التسرع | أكياس | أكياس | يتحسس | يتحسس |
| عام                  | فريق                 | GP    | GS    | Record | Cmp   | Att   | Pct   | Yds   | Y/A   | TD    | Int   | Rtg   | Att    | Yds    | Avg    | TD     | Sck   | Yds   | Fum   | Lost  |
| -------------------- | -------------------- | ----- | ----- | ------ | ----- | ----- | ----- | ----- | ----- | ----- | ----- | ----- | ------ | ------ | ------ | ------ | ----- | ----- | ----- | ----- |
| 2021                 | شمال شرق             | 17    | 17    | 10-7   | 352   | 521   | 67.6  | 3،801 | 7.3   | 22    | 13    | 92.5  | 44     | 129    | 2.9    | 0      | 28    | 241   | 7     | 3     |
| 2022                 | شمال شرق             | 13    | 13    | 6-7    | 262   | 402   | 65.2  | 2،753 | 6.8   | 11    | 8     | 85.8  | 43     | 97     | 2.3    | 1      | 33    | 222   | 5     | 1     |
| مسار مهني مسار وظيفي | مسار مهني مسار وظيفي | 30    | 30    | 16-14  | 614   | 923   | 66.5  | 6554  | 7.1   | 33    | 21    | 89.5  | 87     | 226    | 2.6    | 1      | 61    | 463   | 12    | 4     |

### بوستسسن
| عام                  | فريق                 | ألعاب | ألعاب | ألعاب  | تمرير | تمرير | تمرير | تمرير | تمرير | تمرير | تمرير | تمرير | التسرع | التسرع | التسرع | التسرع | أكياس | أكياس | يتحسس | يتحسس |
| عام                  | فريق                 | GP    | GS    | Record | Cmp   | Att   | Pct   | Yds   | Y/A   | TD    | Int   | Rtg   | Att    | Yds    | Avg    | TD     | Sck   | Yds   | Fum   | Lost  |
| -------------------- | -------------------- | ----- | ----- | ------ | ----- | ----- | ----- | ----- | ----- | ----- | ----- | ----- | ------ | ------ | ------ | ------ | ----- | ----- | ----- | ----- |
| 2021                 | شمال شرق             | 1     | 1     | 0-1    | 24    | 38    | 63.2  | 232   | 6.1   | 2     | 2     | 75.8  | 2      | 18     | 9.0    | 0      | 3     | 16    | 0     | 0     |
| مسار مهني مسار وظيفي | مسار مهني مسار وظيفي | 1     | 1     | 0-1    | 24    | 38    | 63.2  | 232   | 6.1   | 2     | 2     | 75.8  | 2      | 18     | 9.0    | 0      | 3     | 16    | 0     | 0     |

## الحياة الشخصية
منذ عام 2019 ، كان جونز على علاقة مع صوفي سكوت ، التي التقى بها في جامعة ألاباما. يقيم الاثنان معًا في ولاية ماساتشوستس. 
أطلق على جونز لقب " الجوكر " في الكلية بسبب عادته في الضحك وفمه مفتوح والاستمتاع في غرفة خلع الملابس مع زملائه في الفريق. 
في أغسطس 2021 ، وقع جونز صفقة تأييد مع شركة Nobull ، وهي شركة مقرها بوسطن تصنع الأحذية والملابس الرياضية. 